# Isaca sinuata
Isaca sinuata är en insektsart som beskrevs av Zhang och Webb 1996. Isaca sinuata ingår i släktet Isaca och familjen dvärgstritar. Inga underarter finns listade i Catalogue of Life.